# Yasothon (stad)
Yasothon (Thais: ยโสธร) is een stad in Noordoost-Thailand. Yasothon is hoofdstad van de provincie Yasothon en het district Yasothon. De stad telde in 2000 bij de volkstelling 22.227 inwoners.
De stad heeft een grote gemeenschap van Chinese Thai. Er is een Chinese buurt (hanzi: 益梭通唐人街) en er zijn Chinese tempels in de stad.

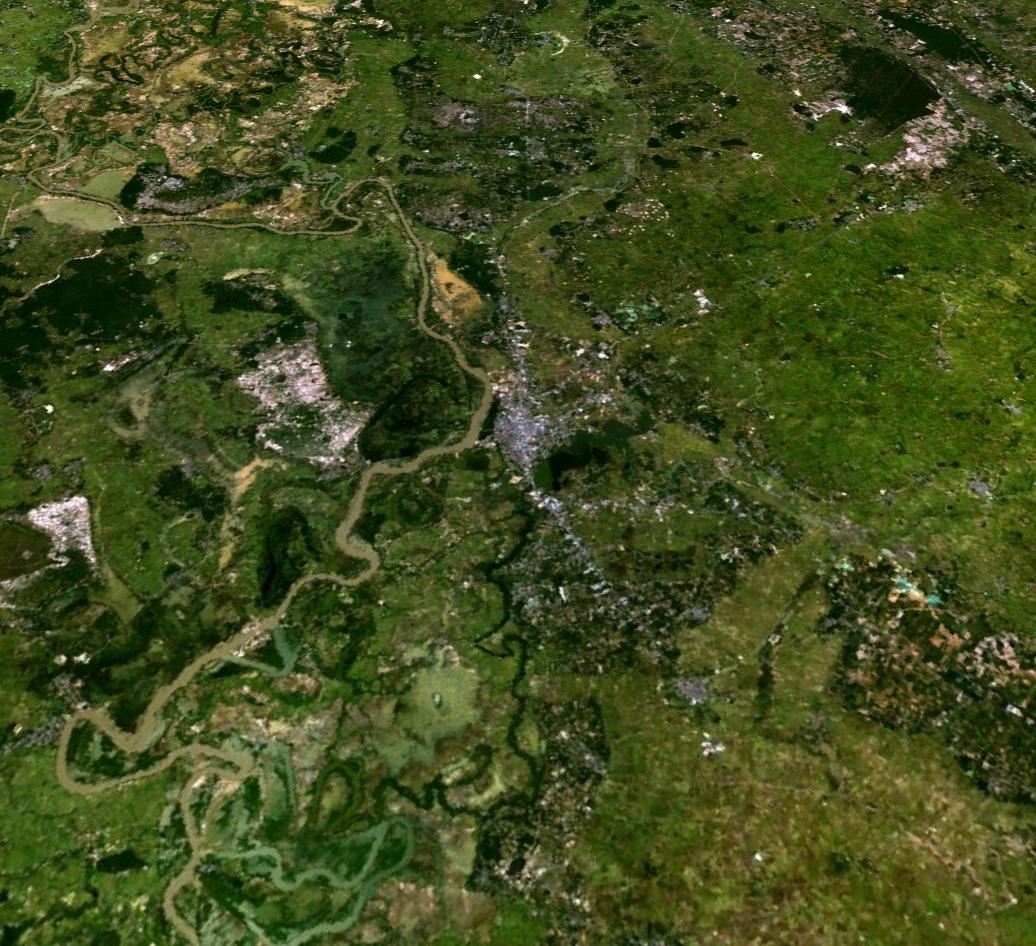
Satellietfoto